# V1036 Scorpii
V1036 Scorpii eller HD 159176 är en dubbelstjärna i den mellersta delen av stjärnbilden Skorpionen. Den har en högsta  skenbar magnitud av ca 5,71 och är svagt synlig för blotta ögat där ljusföroreningar ej förekommer. Baserat på parallax enligt Gaia Data Release 3 på ca 1,17 mas, beräknas den befinna sig på ett avstånd på ca 2 800 ljusår (860 parsek) från solen. Den rör sig bort från solen med en heliocentrisk radialhastighet på ca 10 km/s. Den är den ljusaste stjärnan i den unga öppna stjärnhopen NGC 6383.

## Observation

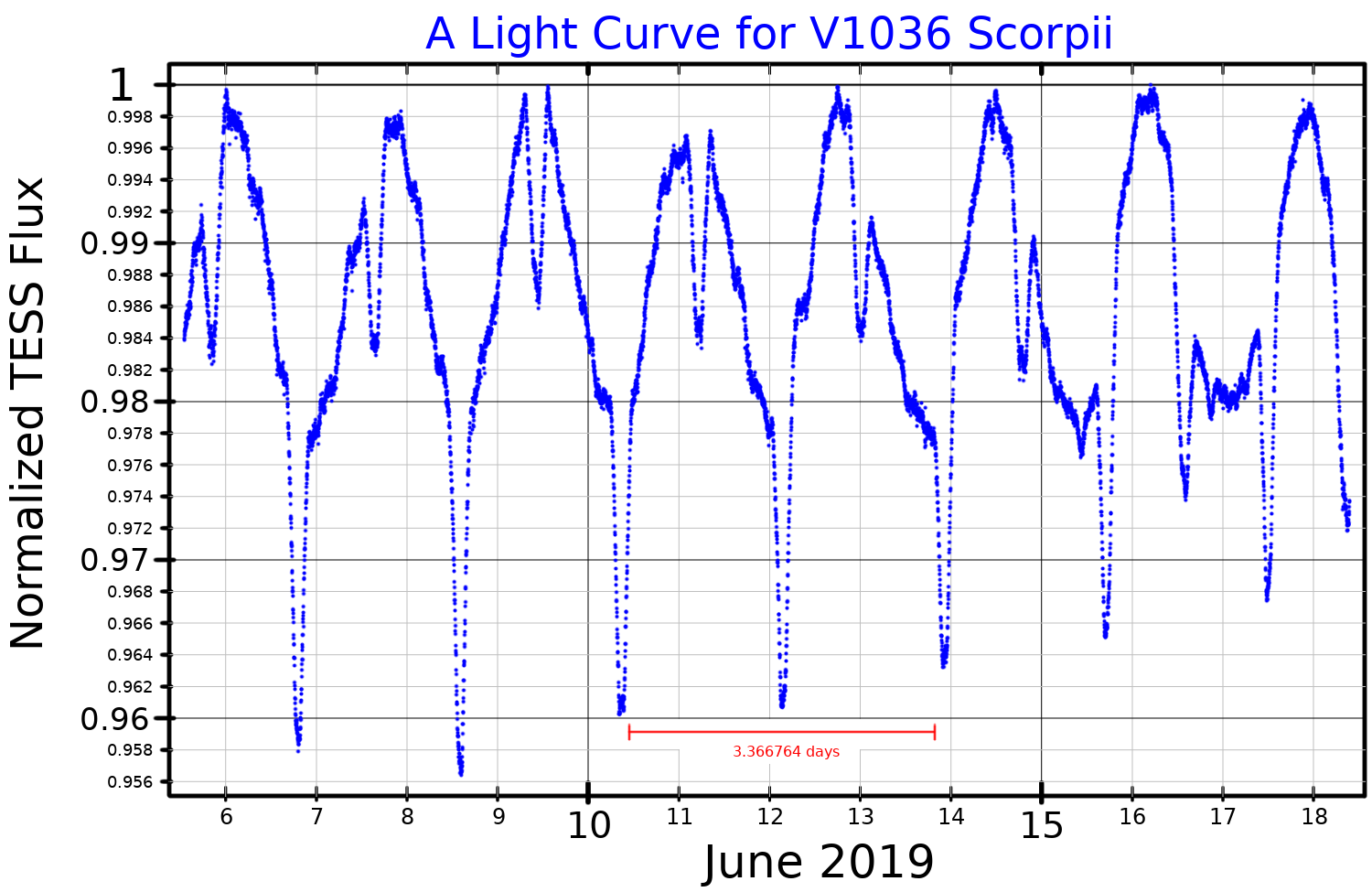
Ljuskurva för V1036 Scorpii plottade från NASA:s TESS-data Omloppsperioden är rödmarkerad.

År 1930 upptäckte Robert Trumpler att HD 159176 är en spektroskopisk dubbelstjärna. Han noterade att de två stjärnorna har nästan samma ljusstyrka och spektraltyp. Dessutom observerade han vid Lick-observatoriet, så stjärnans deklination längst i söder innebar att den bara kunde observeras nära transit. Dessa tre saker tillsammans hindrade honom från att entydigt mäta omloppsperioden. Den första fullständiga uppsättningen av banelement, bland annat perioden på 3,3664 ± 0,0003 dygn, härleddes av Peter Conti et al. 1975. Även 1975 visade fotometriska observationer av J. C. Thomas att HD 159176 är en roterande ellipsoidisk variabel. Stjärnans spektra uppvisar Struve-Sahade-effekten. HD 159176 fick variabelbeteckningen V1036 Scorpii, 1997.

## Egenskaper
V1036 Scorpiibestår av två nästan identiska O-stjärnor i en cirkulär bana med en omloppsperiod av 3,366767 dygn.
Primärstjärnan V1036 Scorpii A är en blå stjärna i huvudserien av spektralklass O6.5 V. Den har en massa som är ca 46 solmassor och utsänder från dess fotosfär energi motsvarande ca 5,5 gånger solen vid en effektiv temperatur av ca 38 000 K.
Följeslagaren V1036 Scorpii B är en liknande blå stjärna i huvudserien av spektralklass O7 V med en massa som är ca 44 solmassor, som utsänder från dess fotosfär energi motsvarande ca 5,4 gånger solen vid en effektiv temperatur av ca 36 800 K.
Även om HD 159176 länge ansågs vara en icke-förmörkande binär, visar data från Transiting Exoplanet Survey Satellite förmörkelser. Stjärnan har röntgenstrålning som är mycket högre än vad som kan förväntas från två isolerade O-stjärnor. Överskottet av röntgenstrålning kan uppstå från interagerande stjärnvindar.